# Kokcidie
Kokcidie (Coccidiasina) jsou obligátně parazitičtí prvoci, původci závažných parazitárních onemocnění hospodářských zvířat, jako je drůbež, králíci, malí přežvýkavci, selata nebo telata, u kterých má onemocnění často závažný průběh.
Kokcidie jsou hostitelsky specifické, ale mohou být i vícehostitelské (heteroxenní), v závislosti na konkrétním druhu a jeho životním cyklu.

## Životní cyklus kokcidií
Všichni výtrusovci mají složité životní cykly, pro které je typické dvou- či třífázové střídání generací se stadiem spory. Kokcidie nejsou výjimkou.
Infekce začíná pozřením oocysty, která obsahuje infekční stadia kokcidie, jednojaderné sporozoity. Ty se ve střevě hostitele uvolní - dojde k excystaci, sporozoity proniknou do epiteliálních buněk střevní sliznice (většinou) a začnou růst.
Sporozoity se uvnitř hostitelské buňky přemění v růstové stadium, velké, mnohojaderné meronty, kteří dále rostou a mohou se nepohlavně rozmnožovat v procesu zvaném merogonie - vznikají tak merozoity, které napadají další buňky. V poslední generaci nepohlavního rozmnožování se vyvíjejí gamonty, které jsou pohlavně rozlišené.
Makrogamonty se již nedělí a dospívají v oocyty. Mikrogamonti se dělí a dávají vzniknout tříbičíkatým mikrogametám. Po oplození vznikají zygoty, které si vytvoří obal (=oocystu), a během sporulace se dělí na 2 - 32 sporoblastů. Každý sporoblast si opět vytvoří vlastní obal, sporocystu, a dále se mitoticky dělí, čímž vznikne 2-8 sporozoitů, které mohou napadnout jiného hostitele.
Sporulace samotná se většinou odehrává ve vnějším prostředí, až poté, co oocysty opustily s výkaly tělo hostitele.

### Jednohostitelské a vícehostitelské kokcidie
Jednohostitelským kokcídiím stačí k proběhnutí životního cyklu jeden hostitel, ve kterém se mohou vyvíjet všechny tři růstové fáze (růstové, rozmnožovací i sexuální stadium).
Kokcidie s fakultativním střídáním hostitelů mohou celým svým životním cyklem projít jen v definitivním hostiteli, dostanou-li se sporozoiti do jiného, méně vhodného organismu, vytvoří klidová stadia ve formě tzv. tkáňové cysty ale pohlavně se mohou vyvíjet až po pozření definitivním hostitelem. Známým příkladem je Toxoplasma gondii, jejímž definitivním hostitelem je kočka, nakazit se však může jakýkoliv teplokrevný (a snad i studenokrevný) obratlovec včetně člověka.
Obligátně heteroxenní kokcidie potřebují projít více hostiteli, klidové stadium v mezihostiteli a následné pozření definitivním hostitelem je nutností.

## Kokcidióza
Onemocnění, které je způsobeno kokcidiemi, se obecně nazývá kokcidióza. U zdravých dospělých zvířat může probíhat bezpříznakově, nebo se projevuje hubnutím a průjmem, někdy i krvavým. U mláďat a jedinců s oslabenou imunitou je její průběh vážnější a může vést až k úhynu. Kokcidie mohou způsobit značné ekonomické škody hlavně v chovech drůbeže, prasat a králíků, mohou být také příčinou úhynů sajících selat a jehňat. Kokcidióza může být vážným problémem také v chovu exotických ptáků.
Pro člověka není většina kokcidií nebezpečná, výjimku tvoří již zmiňovaná T.gondii, která způsobuje toxoplasmózu - pro zdravé dospělé osoby nepředstavuje žádné větší nebezpečí, nicméně je smrtící pro osoby s AIDS (toxoplasmová meningoencefalitida patří u osob HIV/AIDS mezi smrtící oportunní infekce) a je schopná přenášet se transplacentárně, tedy z matky na plod - nákaza v prvním trimestru může způsobit potrat nebo vrozenou toxoplasmózu plodu, která se projevuje vodnatelností mozku nebo mozkovými kalcifikacemi (=zvápenatění). Je nutno říci, že poškození plodu hrozí jenom při nákaze během těhotenství a naprostá většina žen se s toxoplasmou setkala již dříve a má proti ní protilátky. U těhotných žen se rutinně provádí vyšetření na hladinu těchto protilátek v séru - jsou-li negativní, vyšetření se opakuje a při náhlém nárůstu (= žena se právě setkala s původcem) se žena sleduje na specializovaném pracovišti, eventuálně se zahájí léčba. Toxoplasma gondii je v ČR nejrozšířenější protozoální infekcí.
Další kokcidií, která může být nebezpečná pro člověka, zvláště pro pacienty s oslabenou imunitou (opět AIDS) je Cryptosporidium parvum a Isospora belli. Způsobují průjmové infekce.